# Planetenwanderweg Bad Nauheim

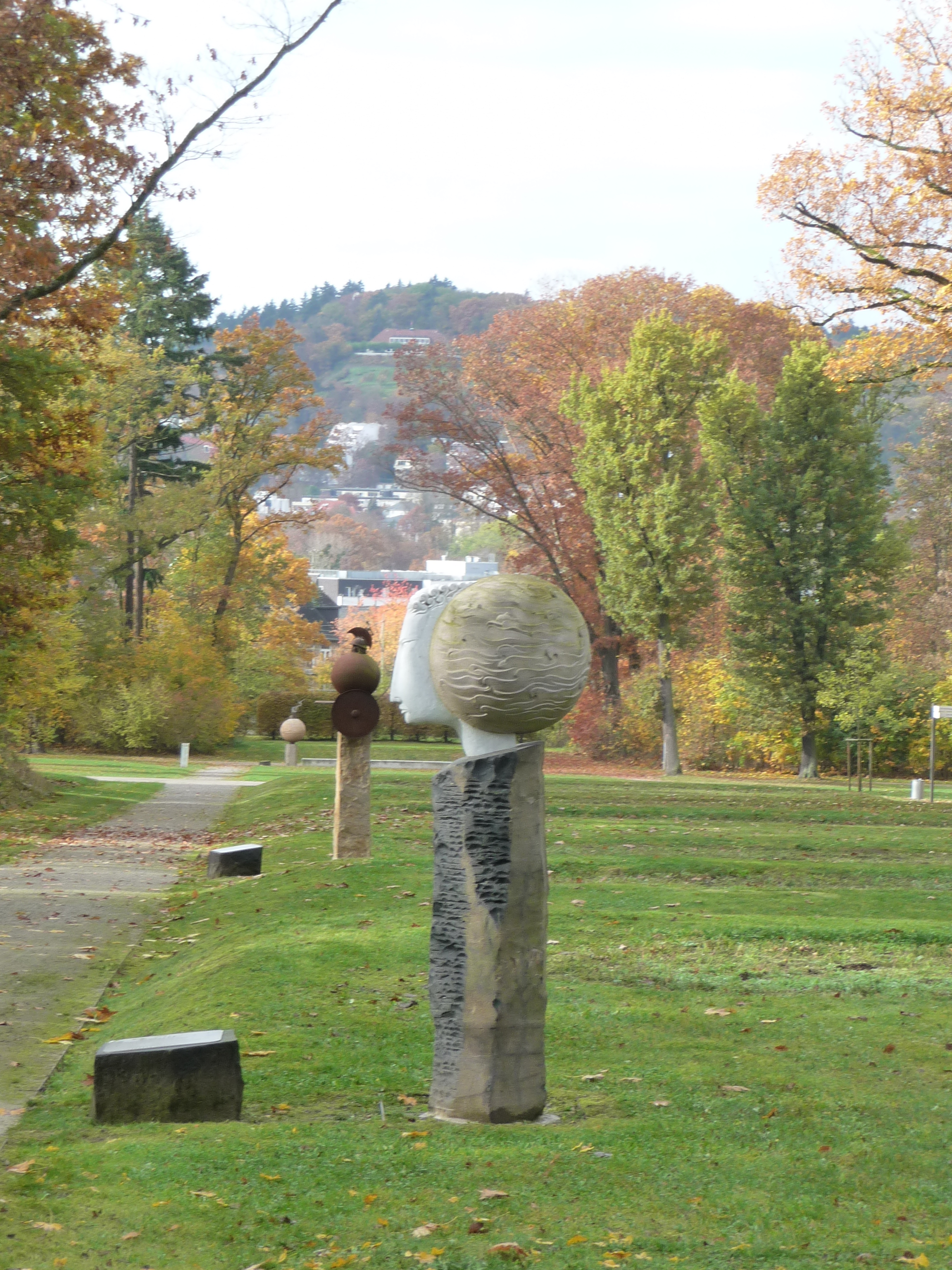
Planetenwanderweg Bad Nauheim von der Erde bis zum Pluto

Der Planetenwanderweg in Bad Nauheim ist ein begehbares, interaktives Modell des Sonnensystems im Maßstab 1:2,8 Milliarden. (Das heißt, jeder Schritt eines Fußgängers entspricht einer Strecke von 2,8 Millionen Kilometern.)
Der etwa 2 Kilometer lange Weg verläuft vom Aussichtsturm im Goldsteinpark quer durch die Stadt bis zur Sternwarte auf dem Johannisberg und stellt die Entfernung von der Sonne bis zum Zwergplaneten Pluto dar.
Entlang der Strecke stehen Skulpturen symbolisch für die Planeten des Sonnensystems. Mit den verwendeten Materialien und Formen betont der Fuldaer Bildhauer Rainer Landgraf die astronomischen und mythologischen Hintergründe der Himmelskörper.

## Geschichte
Die Inspiration zum Bad Nauheimer Modell kam der Volkssternwarte Wetterau im September 1995. Mit den Planungen zur 4. Hessischen Landesgartenschau wurde der Planetenwanderweg wieder in Angriff genommen und von Grund auf neu geplant.

## Stationen
| Stationen des Planetenwanderwegs | Stationen des Planetenwanderwegs | Stationen des Planetenwanderwegs | Stationen des Planetenwanderwegs                             |
| Himmelskörper                    | Sym- bol                         | Bild                             | Erläuterung                                                  |
| -------------------------------- | -------------------------------- | -------------------------------- | ------------------------------------------------------------ |
| Sonne                            |                                  | Mittelpunkt des Sonnensystems    | Sonnengott Apollon ·                                         |
| Merkur                           | ☿                                | Merkur                           | Flügel des Götterboten Hermes (lateinisch: Merkur) ·         |
| Venus                            | ♀                                | Venus                            | Liebesgöttin Aphrodite (lateinisch: Venus) auf der Muschel · |
| Erde                             | ♁                                | Erde                             |                                                              |
| Mars                             | ♂                                | Mars                             | Kriegsgott Ares (lateinisch: Mars) mit Streitwagen ·         |
| Jupiter                          | ♃                                | Jupiter                          | Göttervater Zeus (lateinisch: Jupiter) ·                     |
| Saturn                           | ♄                                | Saturn                           | Ringplanet Saturn (griechisch: Kronos) ·                     |
| Uranus                           | ♅                                | Uranus                           | Himmelsgott Uranos ·                                         |
| Neptun                           | ♆                                | Neptun                           | Meeresgott Poseidon (lateinisch: Neptun) mit Dreizack ·      |
| Pluto                            | ♇                                | Pluto                            | Gott der Unterwelt Pluto mit Fährmann Charon ·               |